# اچ‌نوام‌اس ایدسولد
اچ‌نوام‌اس ایدسولد (به انگلیسی: HNoMS Eidsvold) یک کشتی دفاع ساحلی بود که طول آن ۹۴٫۶۰ متر (۳۱۰٫۳۷ فوت) بود. این کشتی در سال ۱۹۰۰ ساخته شد.